# Darmstadt
Darmstadt je německé město, které se nachází na jihu německé spolkové země Hesensko. Je to sídlo ředitelství vládního obvodu Darmstadt a okresu Darmstadt-Dieburg. Město leží v oblasti řek Rýn a Mohan a tvoří jeden z devíti městských okresů (Kreisfreie Stadt) Hesenska.
Žije zde přibližně 165 tisíc obyvatel. Darmstadt je po Frankfurtu nad Mohanem, Wiesbadenu a Kasselu čtvrté největší město Hesenska. Velká města v okolí Darmstadtu jsou již zmíněný Frankfurt nad Mohanem přibližně 30 km severně a Mannheim cca 45 km jižně.
V roce 1997 byl Darmstadtu Ministerstvem vnitra Hesenska propůjčen titul vědeckého města (Wissenschaftsstadt). Příčinou bylo založení Technické univerzity (v roce 1877) a dvou vysokých škol (Fachhochschule) s přibližně 30 000 studenty a rovněž přítomnost mnoha výzkumných institucí, např. Evropského střediska vesmírných operací, Společnosti pro výzkum těžkých iontů (Gesellschaft für Schwerionenforschung – GSI), atd.
Pověst Darmstadtu jako centra secese sahá do roku 1899, kdy velkovévoda Ernst Ludwig zřídil kolonii umělců na Mathildenhöhe (od roku 2021 součást světového kulturního dědictví UNESCO).

## Historie
Město je poprvé zmíněno v 11. století jako „Darmundestat“. Městská práva mu přiznal císař Ludvík IV. Bavor v roce 1330. Město náleželo hrabatům von Katzenelnbogen. Když rod v roce 1479 vymřel, přešlo do rukou hesensko-darmstadtských lankrabat (1567–1918).
Město na počátku 18. století přestavěl v barokním stylu francouzský architekt Louis Remy de la Fosse (1659–1726) pro Arnošta Ludvíka Hesensko-Darmstadtského (vládl v letech 1678–1739). Přestavěl rezidenční zámek a mimo jiné vznikla v letech (1719–1721 i půvabná Oranžerie.
Ke konci 18. století žilo ve městě na 9 000 obyvatel, během 19. století jejich počet vzrostl z 10 000 na 72 000.
V průběhu 2. světové války bylo město zničeno. První alianční kobercový nálet ho zasáhl 30. června 1940, centrum města bylo téměř úplně zničeno kobercovým náletem z 11. září 1944. V důsledku náletů zahynulo 11 000 – 12 500 obyvatel.
V současnosti je Darmstadt významným vědeckým centrem díky Technické univerzitě (TUD).

### Název „Darmstadt“
Původ slova Darmstadt je nejasný. Nejstarší zmínka o osídlení pod názvem Darmundestat pochází z 11. století, několik staletí poté, co bylo osídlení založeno. Vysvětlení původu jména se velmi liší. Místní tisk upřednostňuje vysvětlení, že Darmstadt zpočátku patřil Darimundu. Další odvození je od slova darre označujícím bránu nebo překážku a slova mund znamenajícím ochranu.
Třetí pokus o vysvětlení zkouší původce jména identifikovat s Darmbachem. Darmstadt by byl buďto odvozen od města na horském potoku (die Stadt am Wildbach) Dam-unda-stat nebo od města na bažinatém potoku (die Stadt am Moorbach) Darm-unda-stat.
Všechna vysvětlení mají přednosti i slabiny. Použití neznámého šlechtice Darimunda by například vedlo k jednotnému modelu, kterým by se dalo vysvětlit založení osídlení Bessungen (dříve Bezcingon). To pochází přibližně ze stejné doby a mohlo být založeno lidmi, kteří následovali šlechtice Bezza.
Pro odvození od Darmbachu hovoří například volba názvu nedaleko ležícího města Frankfurt nad Mohanem. Jednoznačně proti svědčí fakt, že označení Darmbach pochází pravděpodobně ze 17. nebo z 18. století.

## Poloha a obyvatelstvo

### Městské části a obyvatelstvo
Darmstadt je tvořen z devíti městských částí. Statisticky je rozdělen do oblastí (Statistische Bezirke), které jsou označeny čísly. Pět městských částí se počítá k vnitřnímu městu (oblasti 100 až 500) a čtyři k vnějšímu (oblasti 600 až 900). Městské části jsou následující:
| Číslo | Název           | Počet obyvatel 1 | Poznámka                                            |
| ----- | --------------- | ---------------- | --------------------------------------------------- |
| 100   | Darmstadt-Mitte | 16.626           | mimo jiné se Stadtzentrum a Eichbergviertel         |
| 200   | Darmstadt-Nord  | 27.713           | mimo jiné s Johannes-, Martinsviertel a Waldkolonie |
| 300   | Darmstadt-Ost   | 12.768           | mimo jiné s Mathildenhöhe a Woogsviertel            |
| 400   | Bessungen       | 12.680           | začleněno 1. dubna 1888                             |
| 500   | Darmstadt-West  | 14.631           | mimo jiné s Heimstättensiedlung a Europaviertel     |
| 600   | Arheilgen       | 16.468           | začleněno 1. dubna 1937 ²                           |
| 700   | Eberstadt       | 21.734           | začleněno 1. dubna 1937 ²                           |
| 800   | Wixhausen       | 5.733            | začleněno 1. dubna 1977                             |
| 900   | Kranichstein    | 10.750           | —                                                   |

Mapa okrsků

¹ Stav: 31. prosince 2005 
² Díky začlenění Arheilgen a Eberstadt 1. dubna 1937 patří Darmstadt mezi velkoměsta.

### Vývoj počtu obyvatel
| Rok        | Počet obyvatel |
| ---------- | -------------- |
| 1570       | 1.220          |
| 1676       | 1.790          |
| 1772       | 9.800          |
| 1816       | 15.391         |
| 03.12.1846 | 26.300         |
| 03.12.1861 | 28.526         |
| 03.12.1864 | 29.225         |
| 01.12.1871 | 33.800         |
| 01.12.1875 | 37.273         |
| 01.12.1880 | 41.199         |

| Rok        | Počet obyvatel |
| ---------- | -------------- |
| 01.12.1885 | 43.146         |
| 01.12.1890 | 55.883         |
| 02.12.1895 | 63.168         |
| 01.12.1900 | 72.381         |
| 01.12.1905 | 83.123         |
| 01.12.1910 | 87.089         |
| 01.12.1916 | 71.410         |
| 08.10.1919 | 82.367         |
| 16.06.1925 | 89.465         |
| 16.06.1933 | 93.222         |

| Rok        | Počet obyvatel |
| ---------- | -------------- |
| 17.05.1939 | 115.196        |
| 31.12.1945 | 69.539         |
| 13.09.1950 | 94.788         |
| 25.09.1956 | 123.306        |
| 06.06.1961 | 136.412        |
| 31.12.1965 | 140.066        |
| 27.05.1970 | 141.224        |
| 31.12.1975 | 137.018        |
| 31.12.1980 | 138.201        |
| 31.12.1985 | 134.181        |

| Rok        | Počet obyvatel |
| ---------- | -------------- |
| 25.05.1987 | 134.272        |
| 31.12.1990 | 138.920        |
| 31.12.1995 | 138.980        |
| 31.12.2000 | 138.242        |
| 31.12.2005 | 139.103        |
| 31.12.2007 | 141.058        |
| 31.12.2010 | 143.276        |
| 31.12.2011 | 147.930        |
| 31.12.2012 | 150.155        |

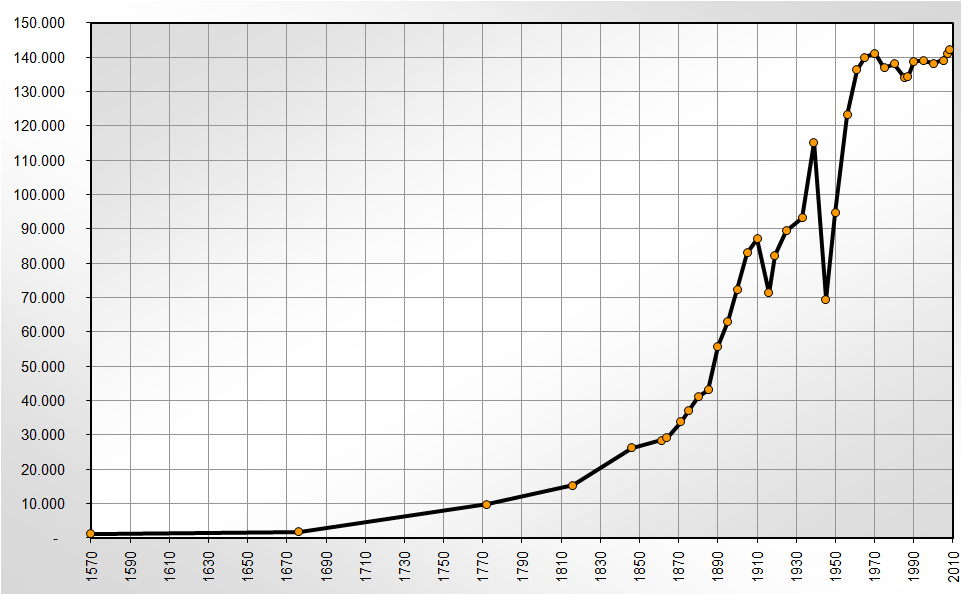
Vývoj počtu obyvatel Darmstadtu

Výsledek sčítání lidu barevně podložen
Podíl cizinců je 16,6 % (stav 2007)

## Instituty a výzkumné úřady
- Fraunhofer-Gesellschaft s těmito instituty:
  - Fraunhofer-Institut für Betriebsfestigkeit und Systemzuverlässigkeit (LBF)
  - Fraunhofer-Institut für Graphische Datenverarbeitung (IGD)
  - Fraunhofer-Institut für Sichere Informationstechnologie (SIT)
- Zentrum für Graphische Datenverarbeitung e.V.
- Center for Advanced Security Research Darmstadt (CASED)
- GSI Helmholtzzentrum für Schwerionenforschung (GSI). Společnost pro výzkum těžkých iontů; Zde byl roku 1994 objeven nový prvek, v roce 2003, pojmenovaný po Darmstadtu darmstadtium.
- Deutsches Kunststoff-Institut (DKI)
- European Space Operations Centre (ESOC)
- European Organisation for the Exploitation of Meteorological Satellites (EUMETSAT)
- Biologische Bundesanstalt für Land- und Forstwirtschaft (BBA)
- Institut für Biologisch-Dynamische Forschung (IBDF)
- Institut für Neue Technische Form (INTEF)
- Amt für Straßen- und Verkehrswesen (ASV)

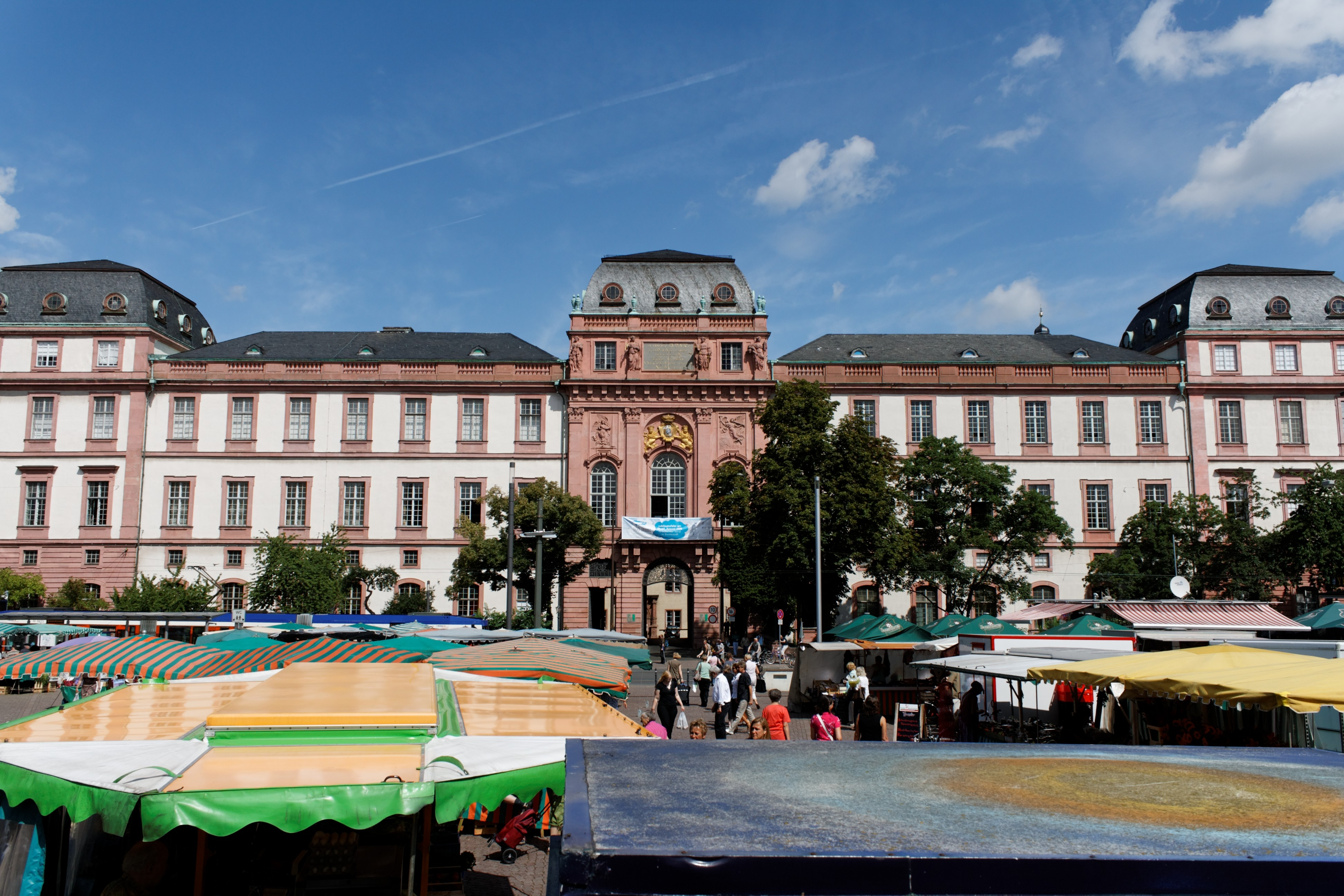
Rezidenční zámek s letním tržištěm

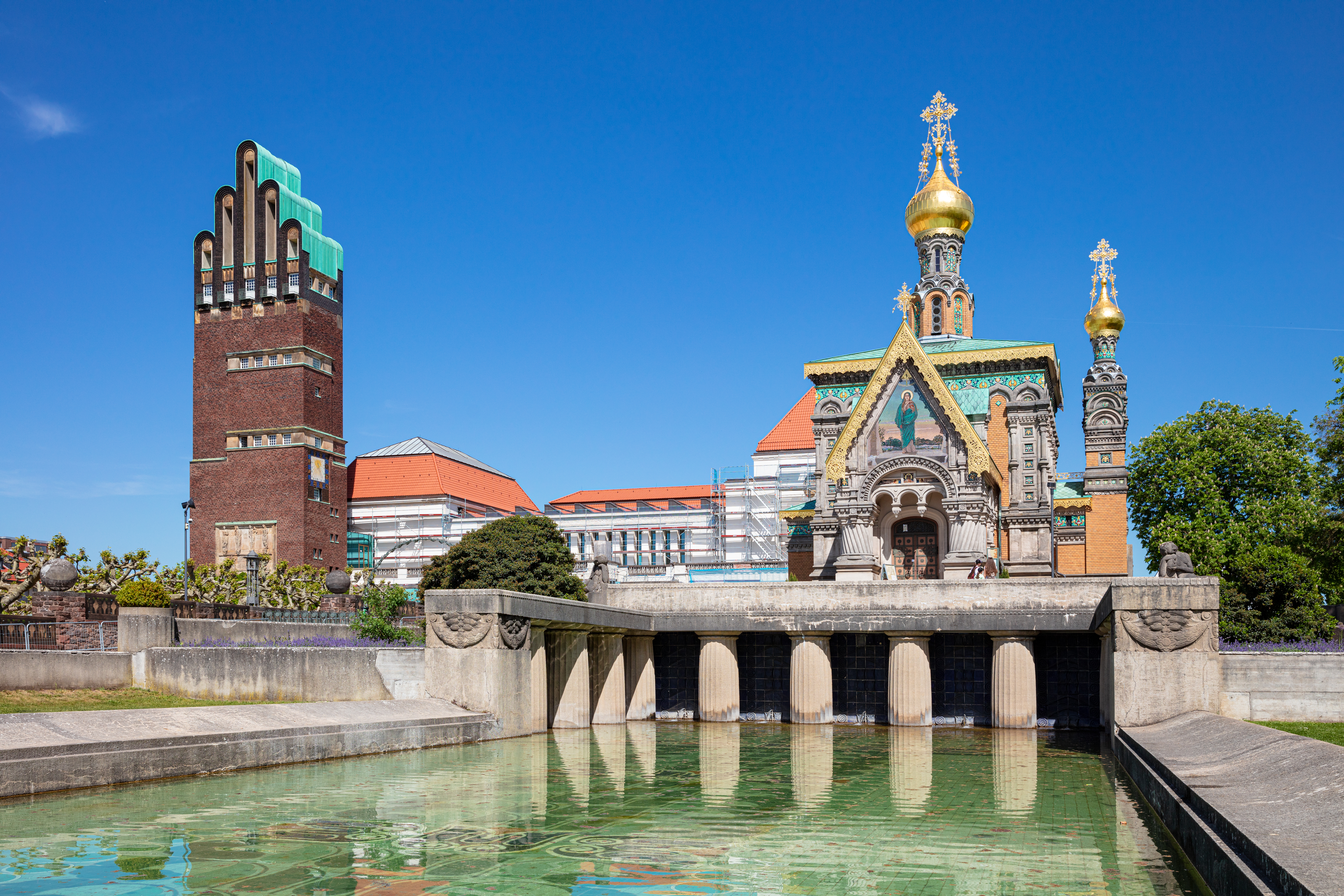
centrum kolonie Mathildenhöhe se svatební věží a pravoslavnou kaplí

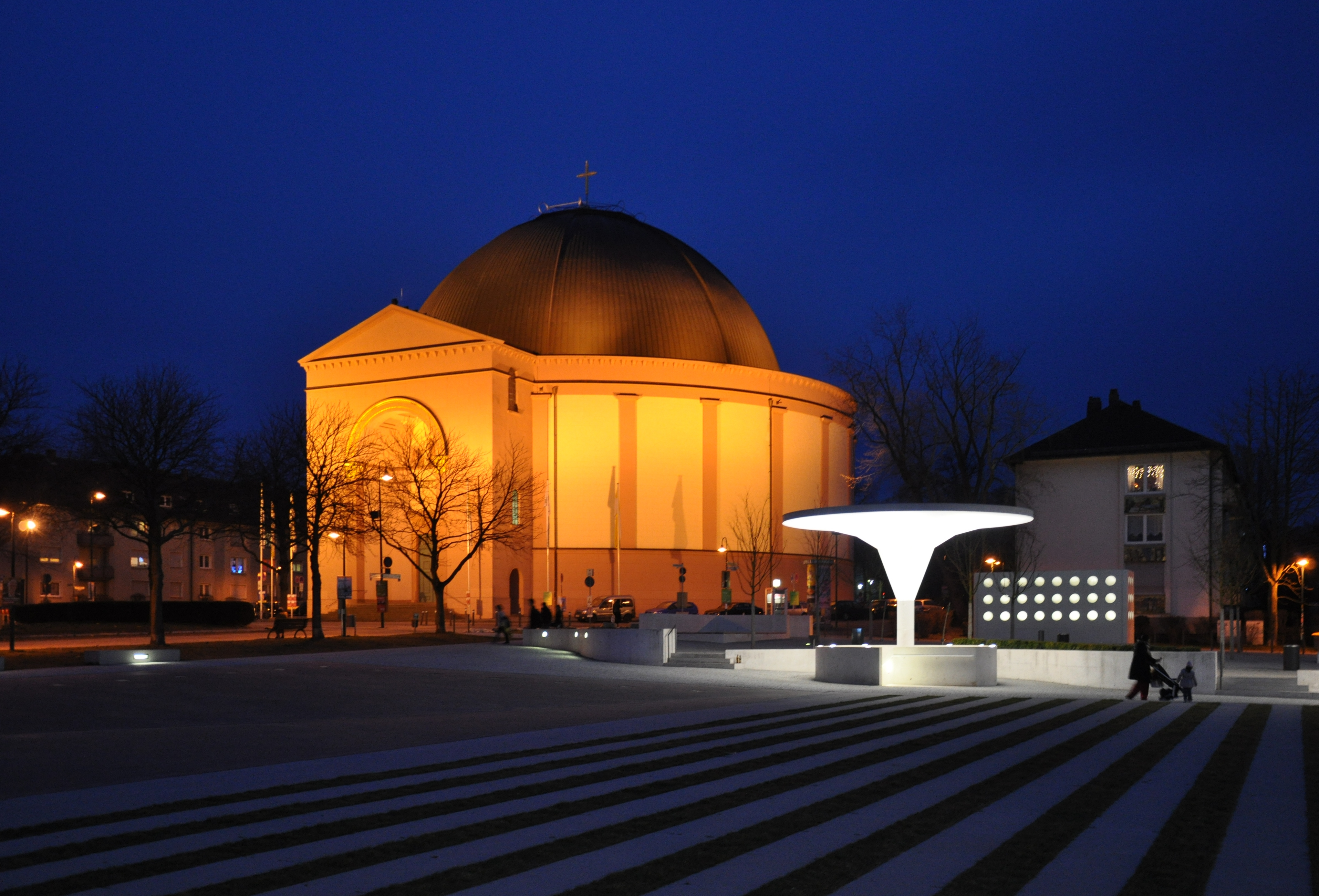
Ludwigskirche

- Institut Wohnen und Umwelt (IWU)

## Pamětihodnosti
- Residenzschloss – rezidenční zámek hesenských velkovévodů; dobudovaný lantkrabětem Ernstem Ludwigem; komplex budov sjednocený pozdně barokní přestavbou a rekonstrukcí po roce 1945; slouží Technické univerzitě a Zámeckému muzeu
- Kranichstein – lovecký zámek, romantická budova renezančního původu (1578), s expozicí loveckých zbraní a trofejí, z historie známá jako rezidence urozených hostů, například ruské carské rodiny Mikuláše II.
- Ludwigskirche – římskokatolický kostel sv. Ludvíka, klasicistní budova na centrálním půdorysu sklenutá kupolí, z let 1822–1827
- Pauluskirche – evangelický kostel sv. Pavla, neogotická cihlová stavba s hranolovou věží, dílo architekta Georga Mollera z roku 1906
- Mathildenhöhe (Matyldina výšina) – zahradní kolonie domků umělců z období jugendstilu, s dominantní věží a kaplí[2]
- Rosenhöhe (Růžová výšina) – romantický park se vzácnými rostlinami a budovou skleníku s růžemi
- Herrngarten – původně panská zahrada, nyní park s botanickou zahradou[3]
- Altes Theater – klasicistní budova divadla, v současnosti slouží sbírkám archivu a muzea
- Hessisches Landesmuseum – hesenské zemské muzeum, největší sbírka uměleckých a historických památek v zemi, vynikající sbírky sochařství, malby a šperků
- Frankenstein (Odenwald) – ruiny hradu hesenských lantkrabat ze 13.–17. století, přestavěné v romantickém stylu v 19. století; dějiště mýtů a pověstí, které vylíčila například Mary Shelleyová v románu Frankenstein čili nový Prométheus. V blízkosti je magnetická hůrka Ilbes-berg proslulé sletiště čarodějnic.

## Kultura a sport
Od roku 1946 se zde konají Kursy nové hudby, které měly zásadní vliv na vývoj poválečné avantgardy. Zúčastnili se jich mj. Edgar Varèse, Pierre Boulez, Bruno Maderna, Karlheinz Stockhausen a jiní vrcholní představitelé soudobé hudby. Sídlí zde fotbalový klub SV Darmstadt 98. 

## Osobnosti města
- Georg Christoph Lichtenberg (* 1742 – † 1799), německý satirik, fyzik, astronom a matematik
- Friedrich von Flotow (* 1812 – † 1883), německý skladatel
- Justus von Liebig (* 1803 – † 1873), německý chemik
- Georg Büchner (* 1813 – † 1837), německý dramatik a prozaik
- Friedrich August Kekulé (* 1829 – † 1887), německý organický chemik
- Chajim Weizmann (* 1874 – † 1952), sionistický vůdce, prezident Světové sionistické organizace a první prezident Státu Izrael
- Björn Phau (* 1979), německý tenista

## Partnerská města
- Alkmaar, Nizozemsko, od 1958
- Troyes, Francie, od 1958
- Chesterfield, Velká Británie, od 1959
- Štýrský Hradec, Rakousko, 1968
- Trondheim, Norsko, 1968
- Bursa, Turecko, 1971
- Płock, Polsko, 1988
- Freiberg, Sasko, 1990
- Gyönk, Maďarsko, 1990
- Segedín, Maďarsko, 1990
- Brescia, Itálie, 1991
- Saanen/Gstaad, Švýcarsko, 1991
- Užhorod, Ukrajina, 1992
- Liepāja, Lotyšsko, 1993
- Logroño, Španělsko, 2002

## Fotogalerie

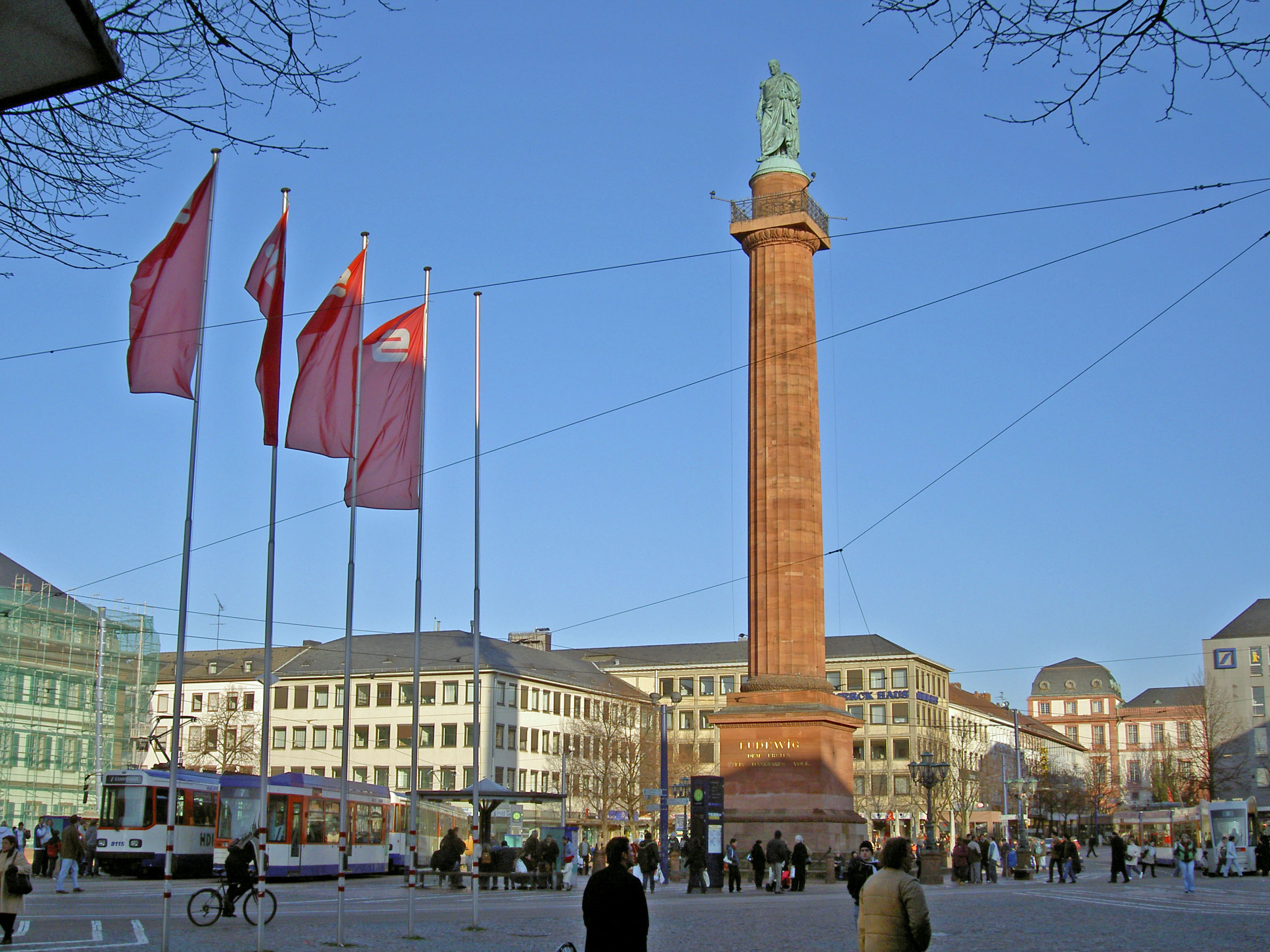
Luisenplatz
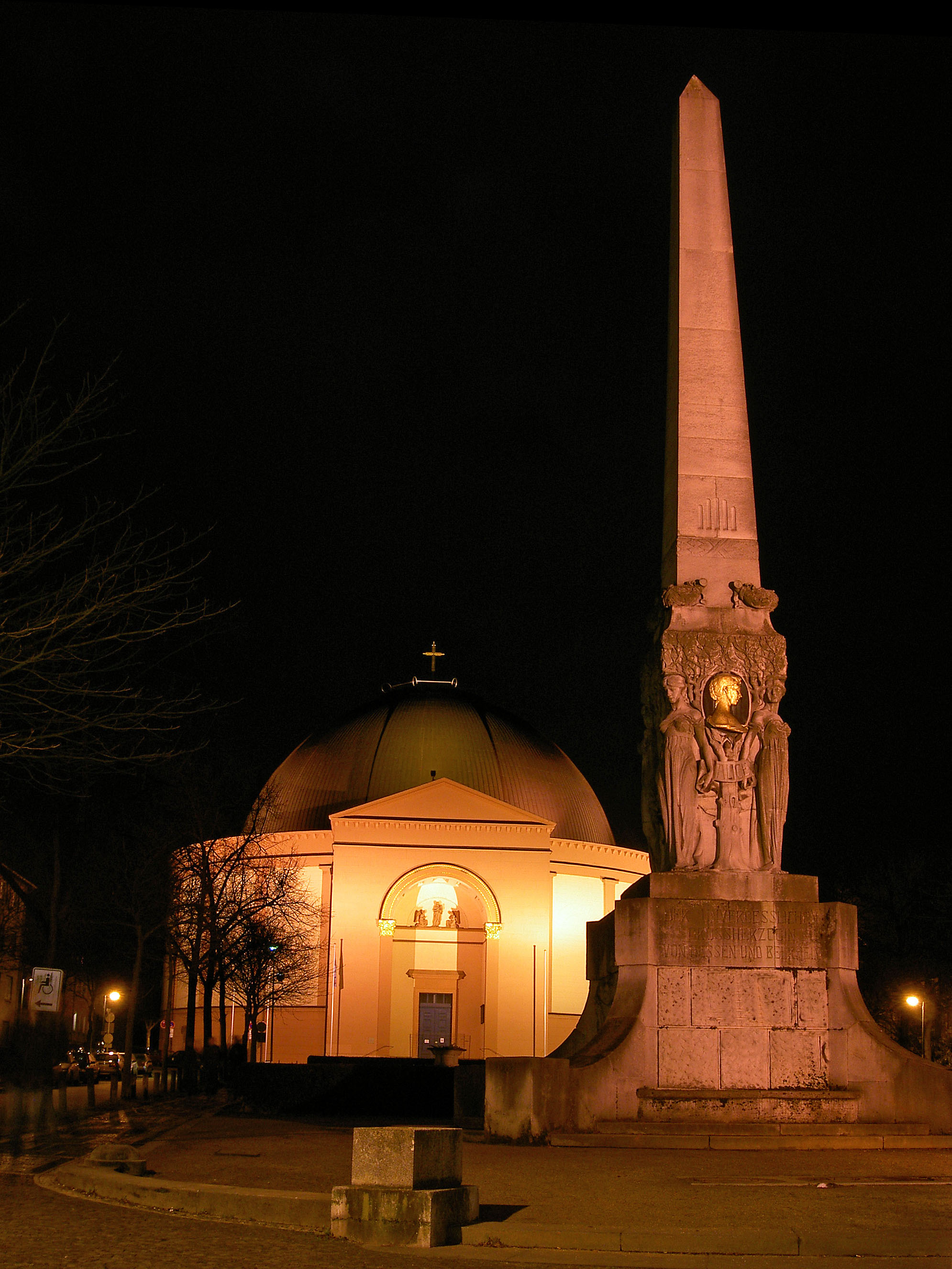
Kostel sv. Ludwiga
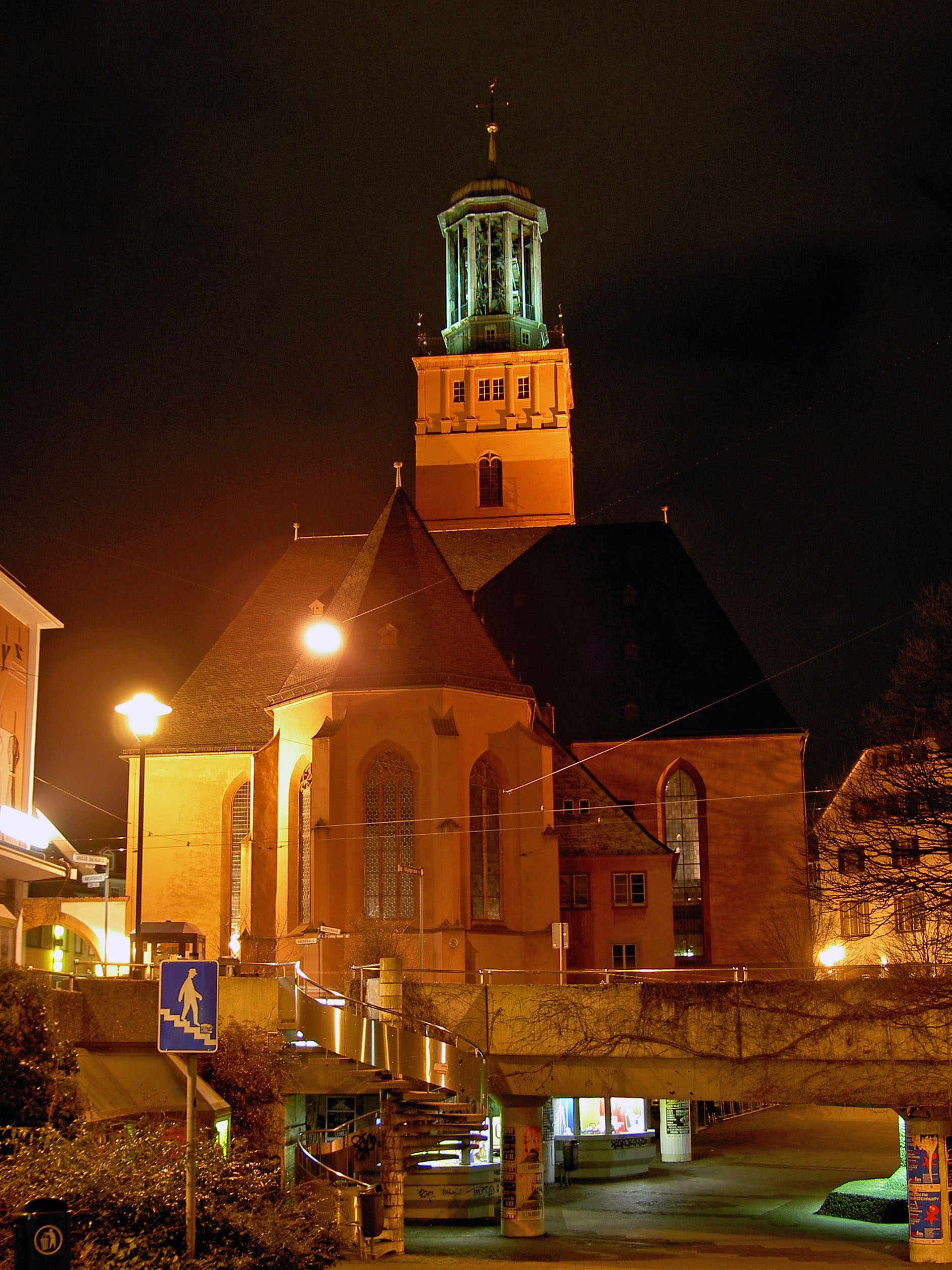
Evangelický kostel
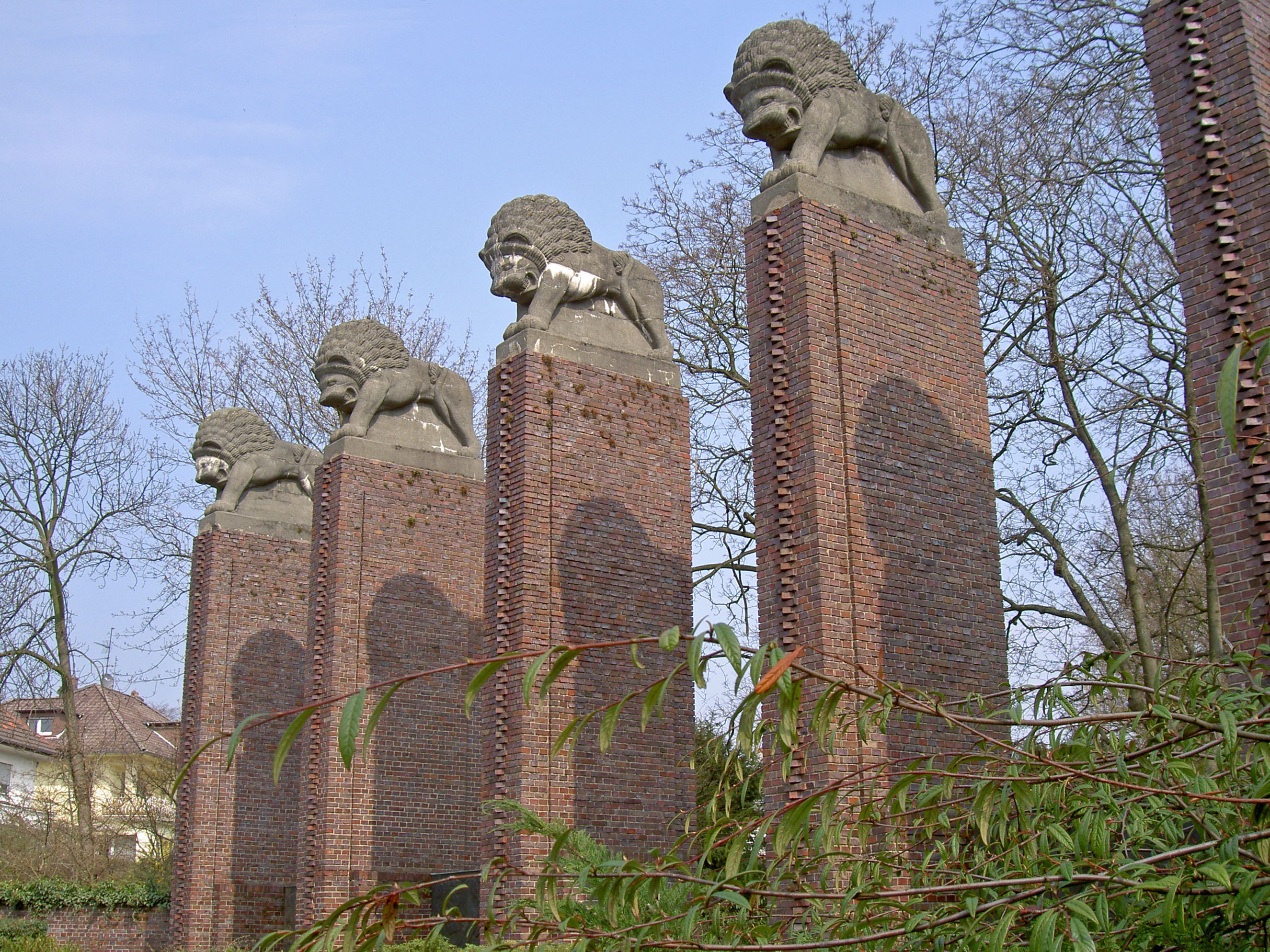
Brána na Rosenhöhe
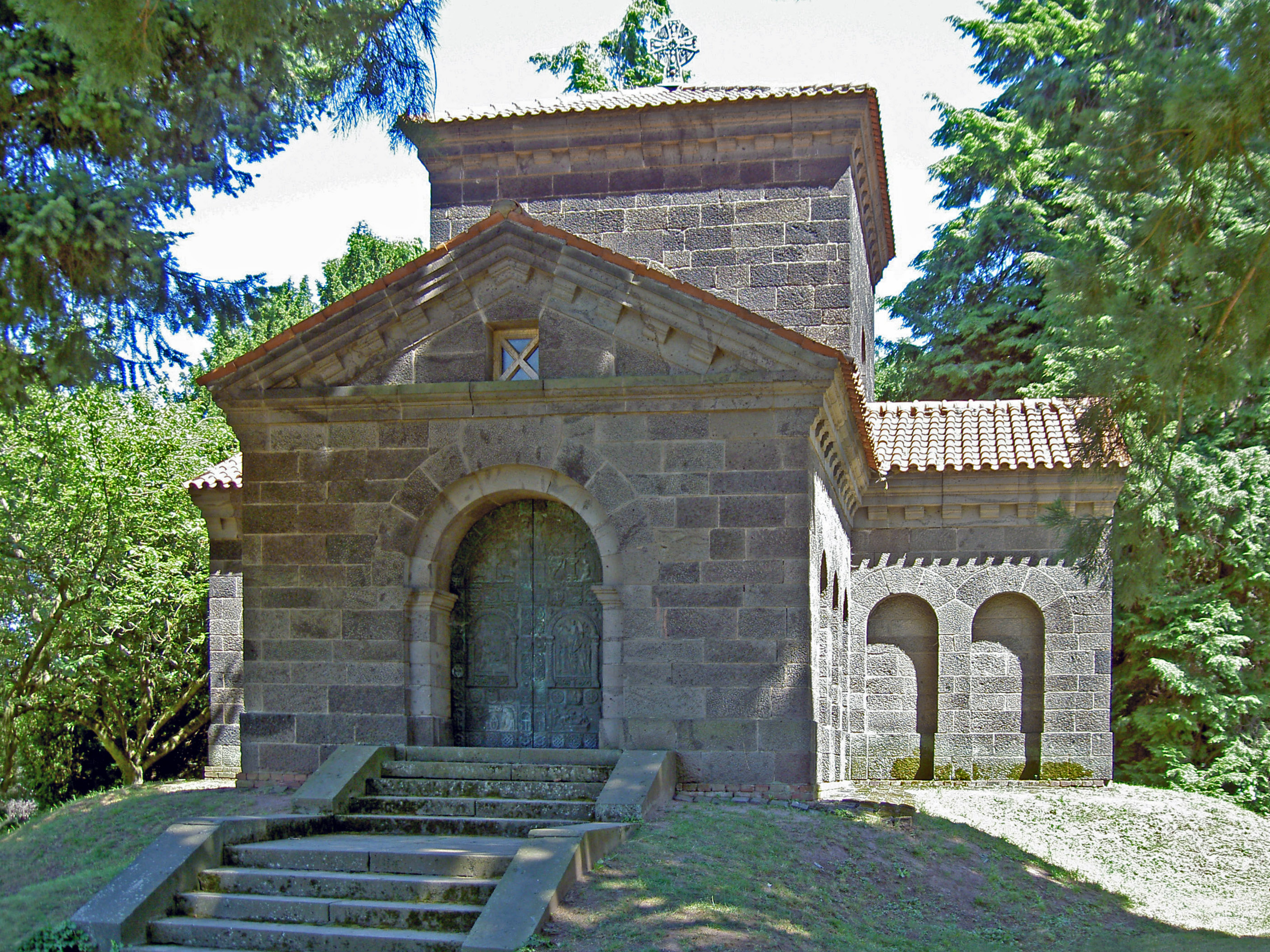
Rosenhöhe
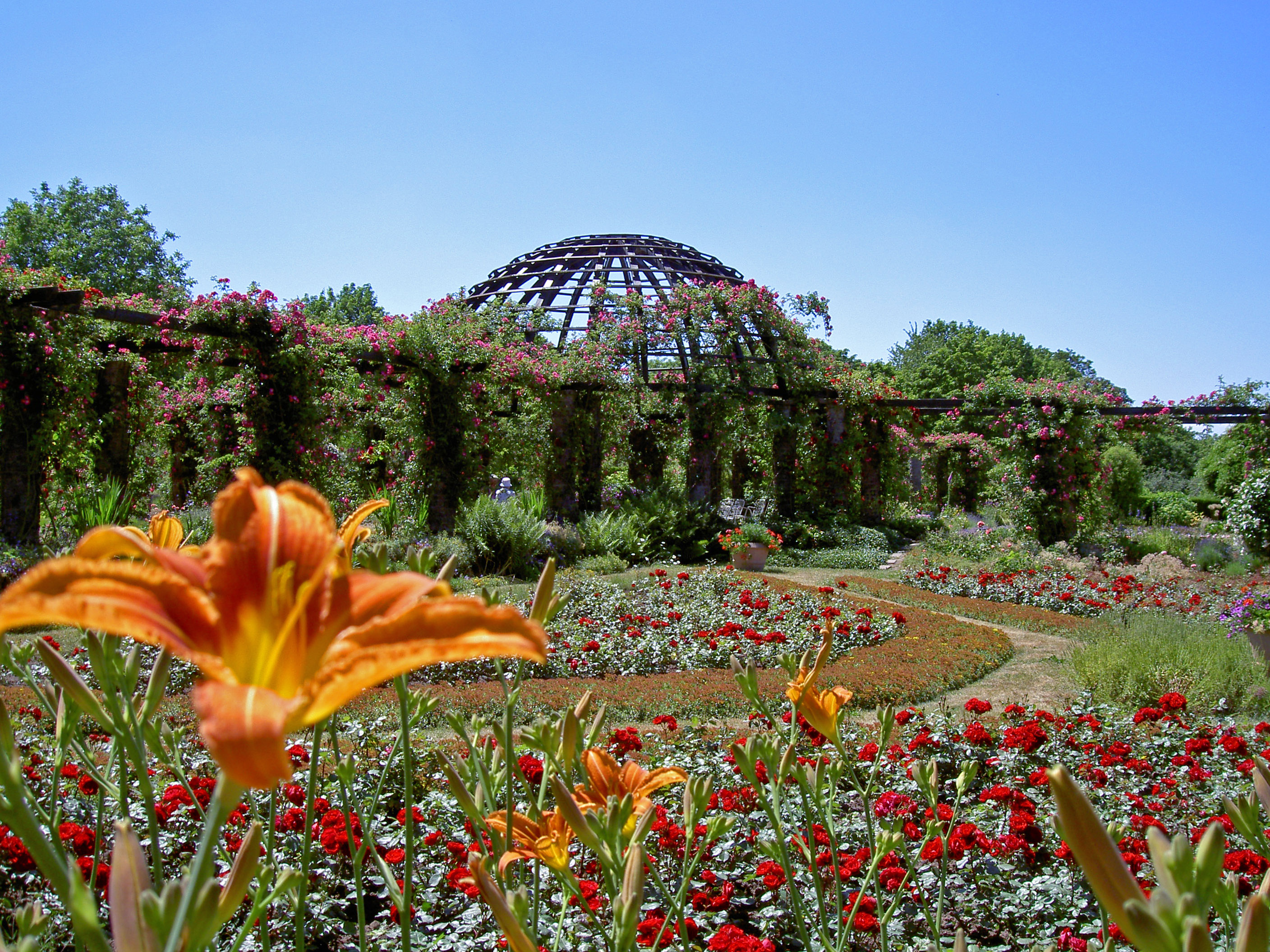
Rosenhöhe
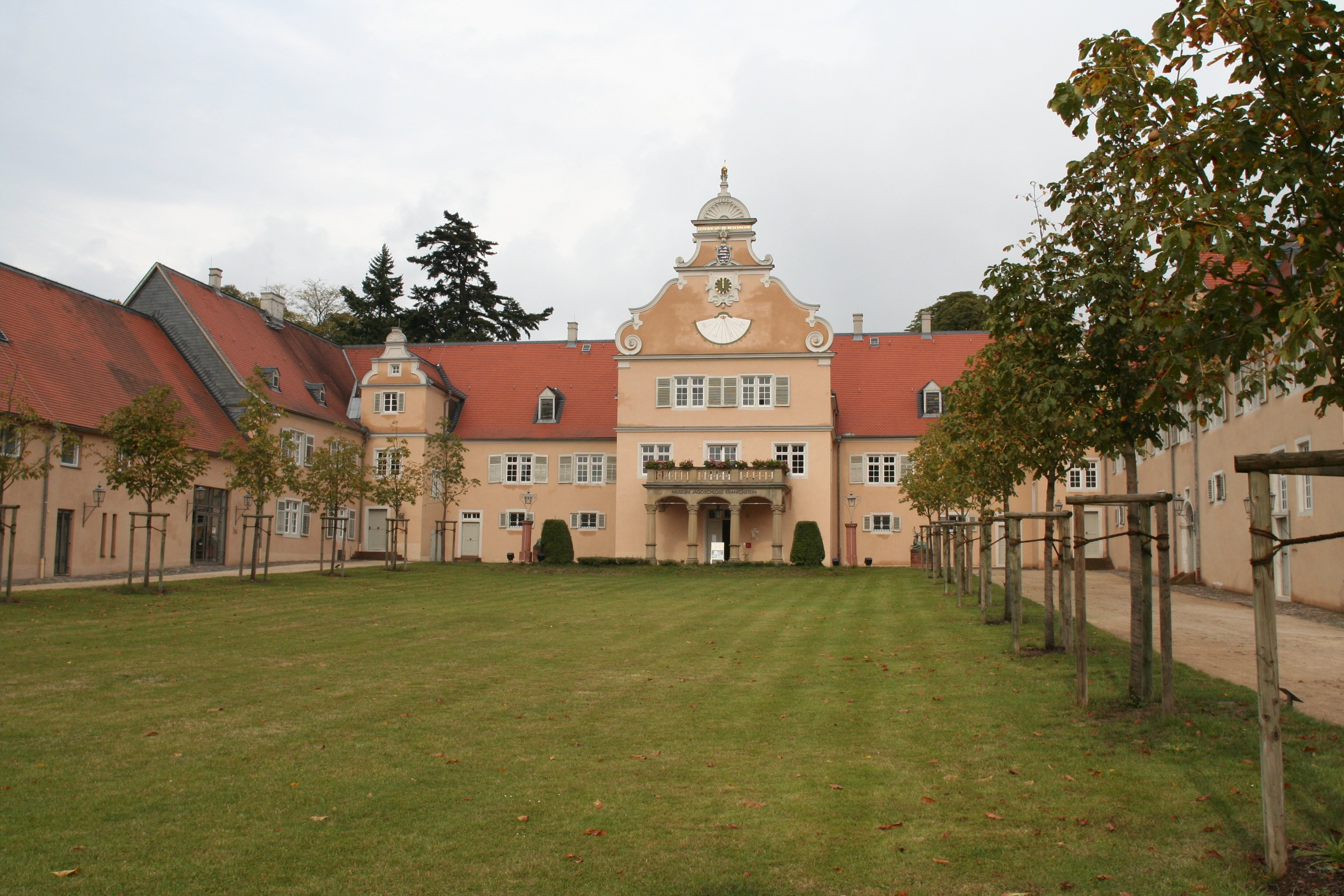
Lovecký zámek Kranichstein
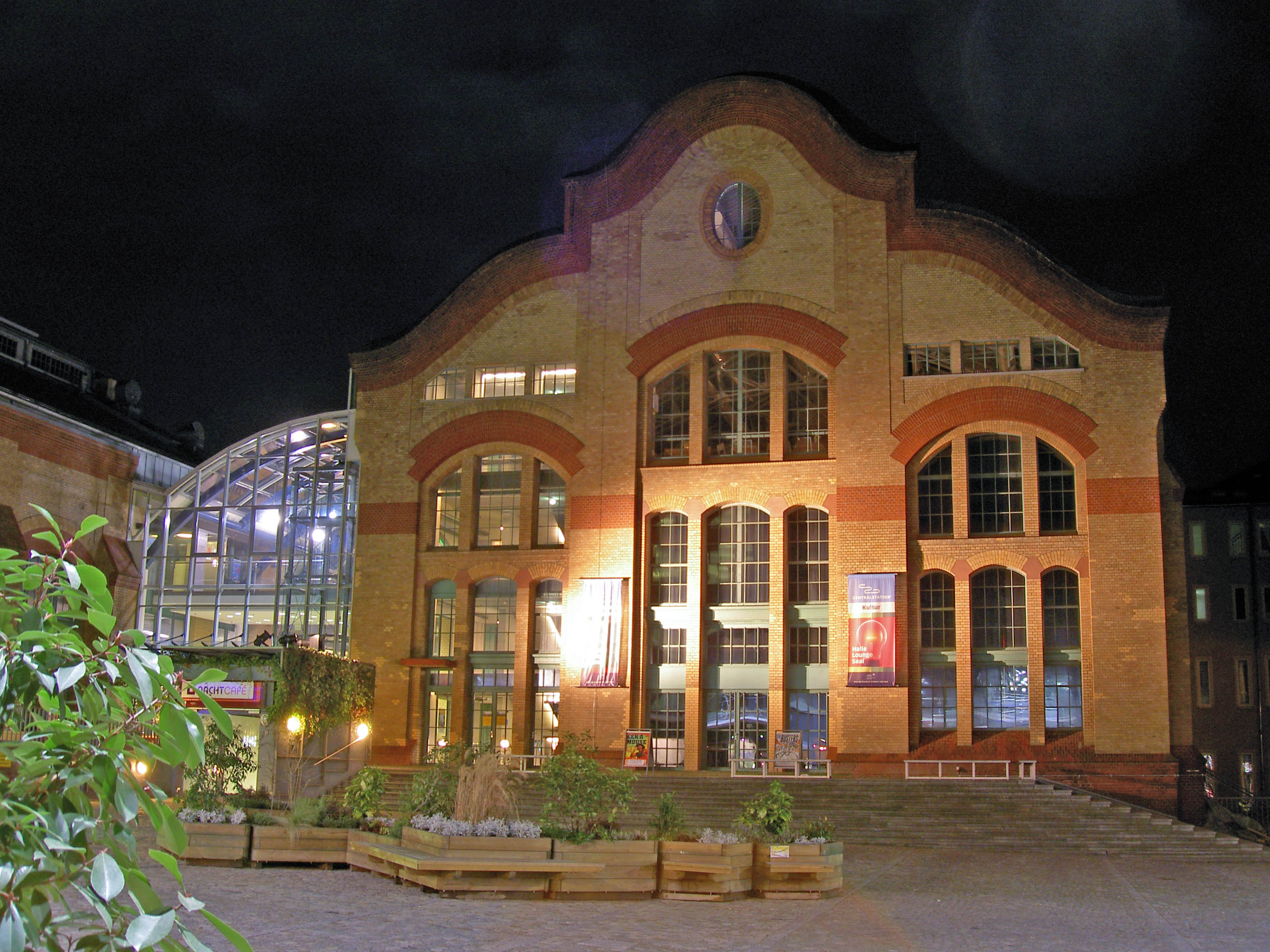
Restaurace Centralstation
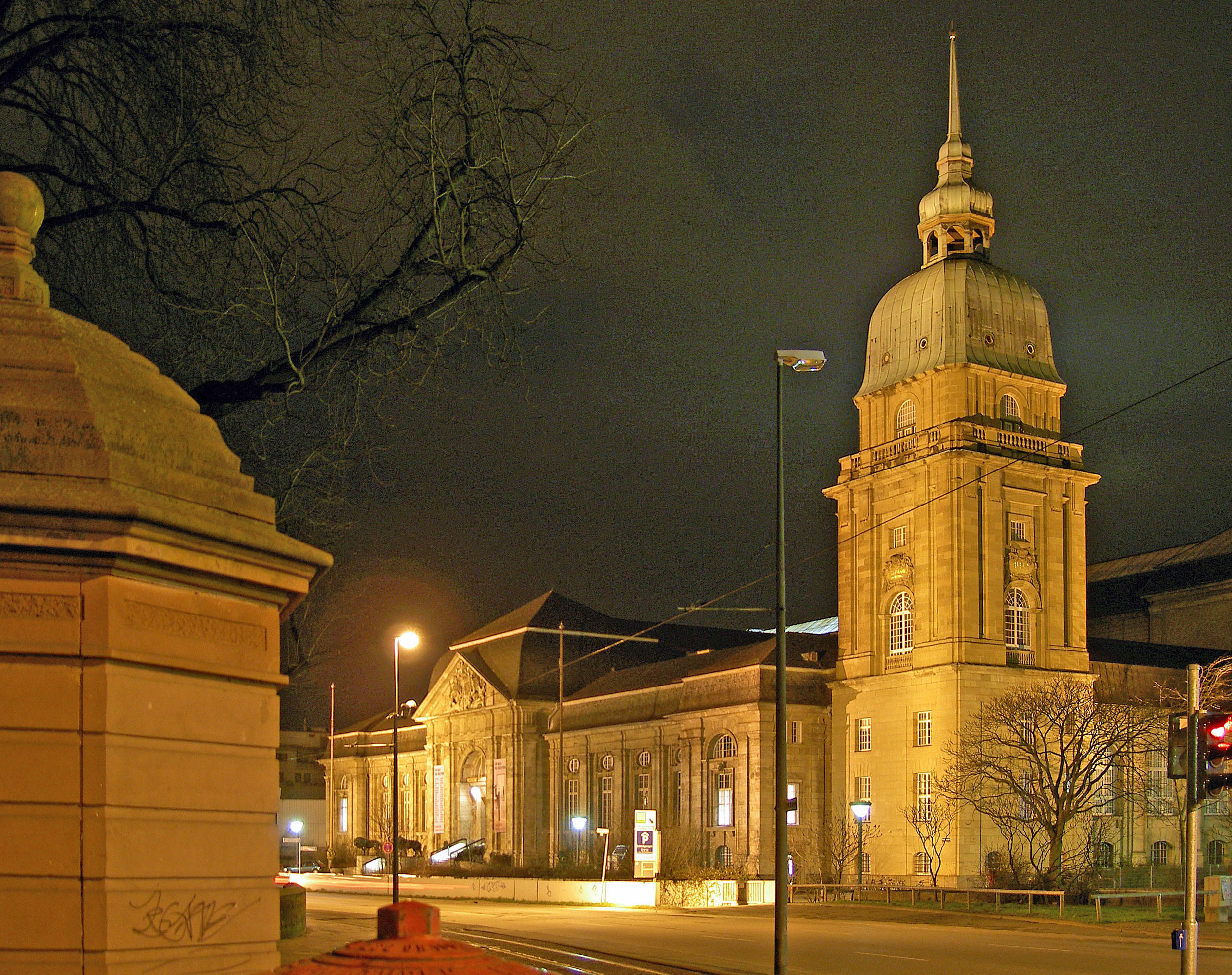
Landesmuseum
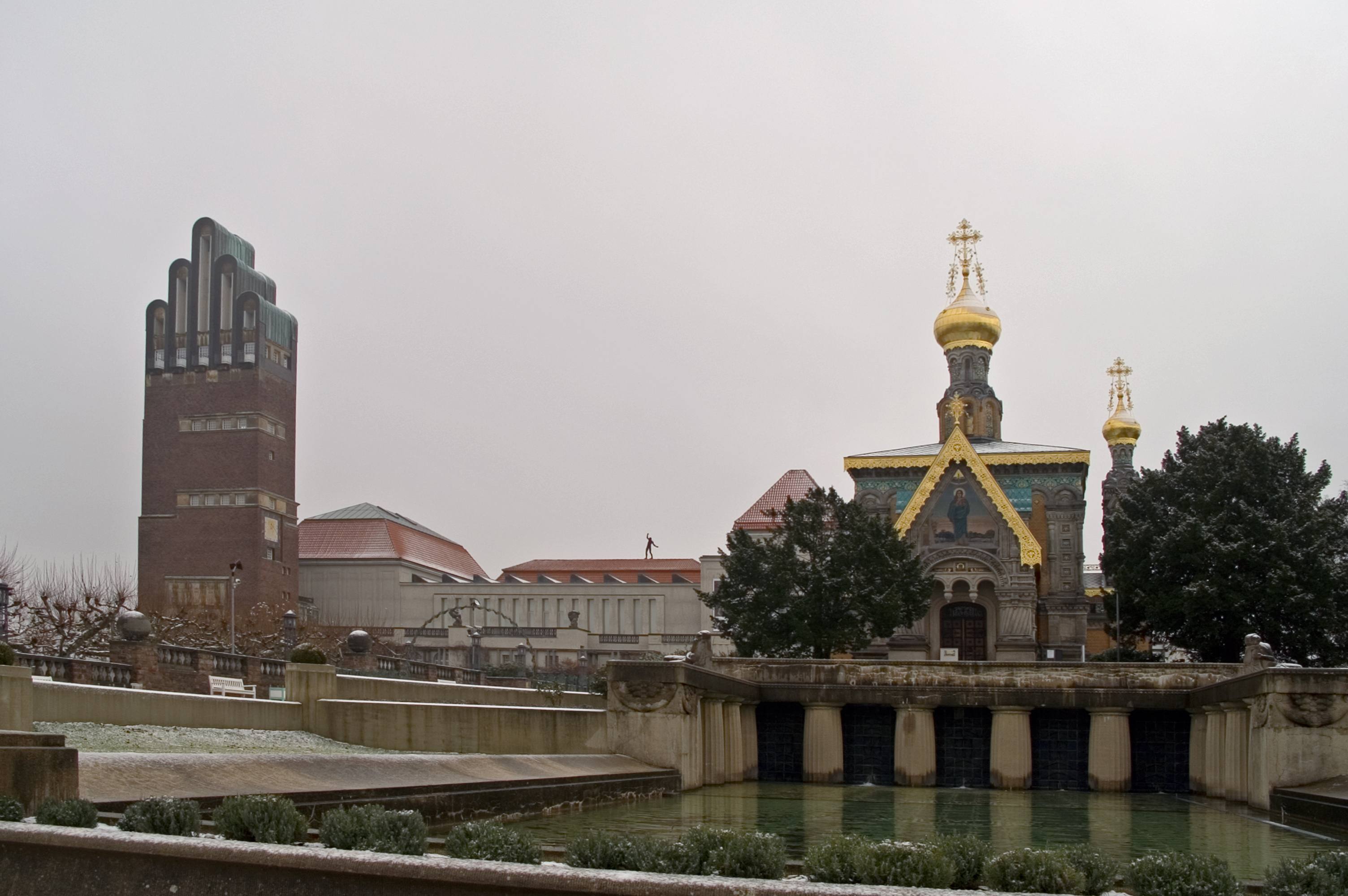
Mathildenhöhe
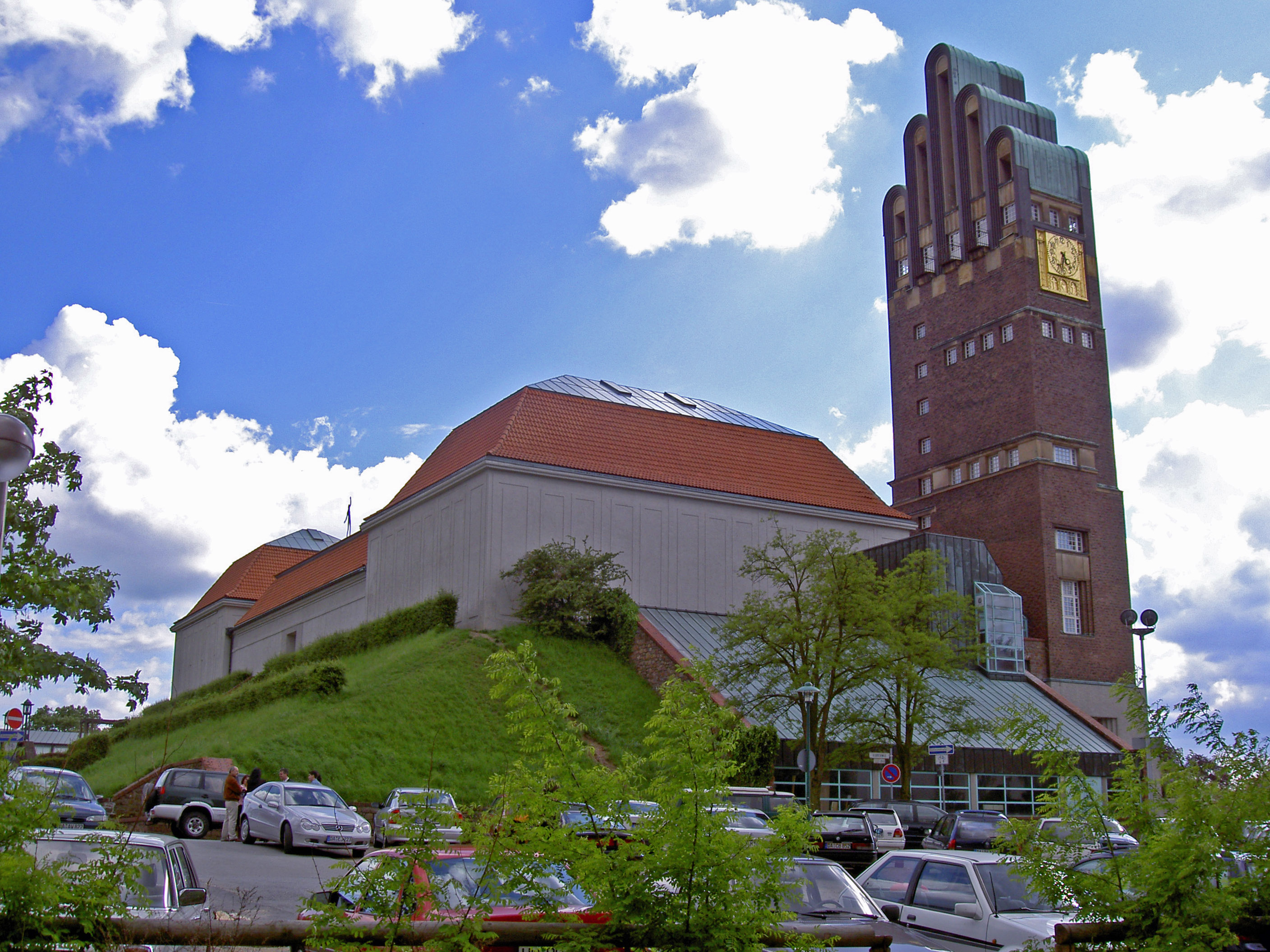
Mathildenhöhe
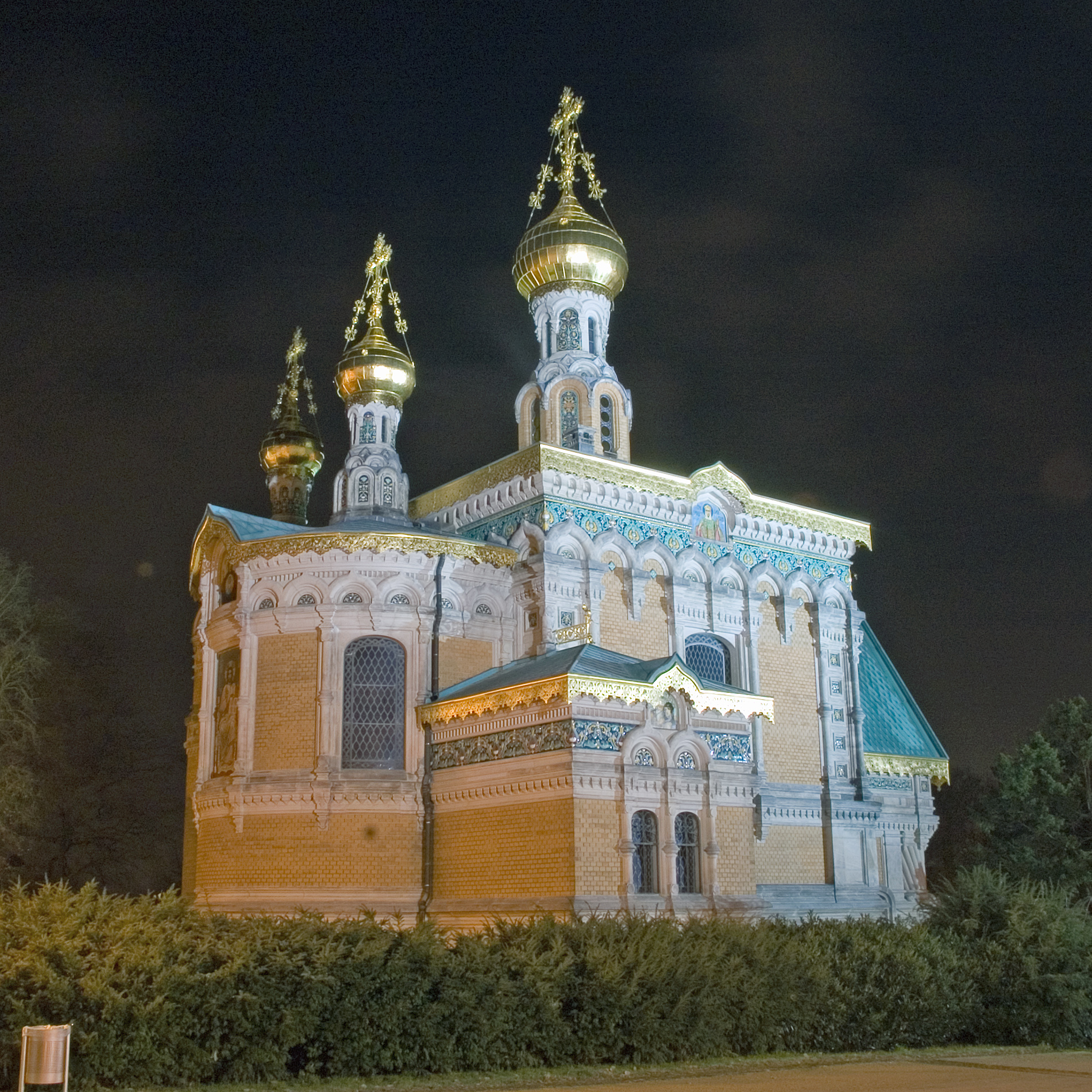
Ruská kaple na Mathildenhöhe